# Olympische Sommerspiele 2012/Teilnehmer (Bhutan)
| Gelbes Symbol für Goldmedaillen mit stilisierten Olympischen Ringen | Graues Symbol für Silbermedaillen mit stilisierten Olympischen Ringen | Braundes Symbol für Bronzemedaillen mit stilisierten Olympischen Ringen |
| ------------------------------------------------------------------- | --------------------------------------------------------------------- | ----------------------------------------------------------------------- |
| —                                                                   | —                                                                     | —                                                                       |

Bhutan nahm in London an den Olympischen Spielen 2012 teil. Es war die insgesamt achte Teilnahme an Olympischen Sommerspielen. Das Olympische Komitee Bhutans nominierte zwei Athleten in zwei Sportarten.
Fahnenträgerin bei der Eröffnungsfeier war die Bogenschützin Sherab Zam.

## Teilnehmer nach Sportarten

### Bogenschießen
| Athletin   | Wettbewerb | Qualifikation | Qualifikation | 1. Runde      | 1. Runde | Rang |
| Athletin   | Wettbewerb | Ringe         | Rang          | Gegner        | Ergebnis | Rang |
| ---------- | ---------- | ------------- | ------------- | ------------- | -------- | ---- |
| Frauen     |            |               |               |               |          |      |
| Sherab Zam | Einzel     | 589           | 61            | Khatuna Lorig | 0:6      | 33   |

### Schießen
| Frauen         |                 |     |    |
| Kunzang Choden | Luftgewehr 10 m | 381 | 56 |